# Feromona
La feromona és una substància química segregada a l'exterior per un individu per a la comunicació d'algun tipus d'informació a individus receptors de la mateixa espècie.
El terme va ser encunyat el 1959 per Adolf Butenandt i Peter Karlson per a designar aquells missatgers químics que afecten generalment el desenvolupament, la reproducció o el comportament. La diferència amb les hormones és que tenen un funcionament de comunicació externa i, per això, són emeses cap a l'exterior i funcionen per mitjà d'un òrgan sensorial i del sistema nerviós.
Normalment, les feromones no són un únic compost químic, sinó que estan formades de diversos compostos químics, amb grups funcionals també diversos, entre els quals hi ha hidrocarburs lineals o ramificats, alcohols, àcids, cetones, èsters d'àcids grassos, isoprenoides, triglicèrids i epòxids.
En els insectes, la recepció de les feromones i d'altres compostos semioquímics està mediada per unes proteïnes olfactòries, les OBP (de l'anglès odorant-binding proteins).

## Alguns usos de les feromones
- Funció de reconeixement. Com a exemple, les abelles obreres dins del rusc saben que la reina hi és present i està viva gràcies a una feromona que emet.

- Funció de guia: també les abelles deixen una feromona en les flors que han visitat com a pista perquè una altra abella sàpiga que en aquella flor ja no hi queda nèctar i no hi vagi.

- Funció sexual: és molt comuna. En el cas dels lepidòpters, els permet detectar una femella a diversos quilòmetres de distància.

- En humans, les feromones sexuals es fan servir en perfumeria.

- Feromones d'agregació. Molts insectes gregaris fan servir aquestes feromones per a agregar-se en casos de perill o de troballes d'aliment.

- En l'agricultura, s'utilitzen les feromones per a lluitar contra les plagues fent servir una estratègia de confusió sexual. Aquest mètode consisteix a dispersar en els cultius una gran quantitat de feromones sexuals sintètiques idèntiques a les naturals. Amb la concentració tan elevada els mascles es desorienten seguint rastres falsos i els costa més trobar les femelles i, per tant, l'aparellament es redueix.[1] També poden atreure els insectes cap a esquers insecticides.[4] Amb trampes de feromones es pot fer una captura massiva d'insectes; és una tècnica que s'ha utilitzat, per exemple, per combatre l'arna de la pomera (Cydia pomonella).[1]